# 野田晋市
野田 晋市（のだ しんいち、1968年8月2日 - ）は、日本の俳優。劇団リリパットアーミーII所属。
大阪府出身。

## 出演

### テレビドラマ
- 連続テレビ小説
  - まんてん（2002年、NHK大阪） - 野口健司 役
  - 風のハルカ
  - わかば
  - おちょやん  - 林田伸太郎 役
  - ブギウギ - (2023年) - 竹田役
- アイ'ム ホーム（2004年、NHK大阪） - 野崎役
- 浪速の華〜緒方洪庵事件帳〜
- 新・はんなり菊太郎
- 堂々日本史
- いのちの現場から 第2シリーズ
- おみやさん 新春スペシャル
- 幻想ミッドナイト目目蓮
- 新・部長刑事アーバンポリス24
- メイド刑事
- 科捜研の女 Season21（2021年） ‐ 高階浩也 役
- 狩矢父娘シリーズ「京都嵐山・鵜飼い殺人事件」
- 明智光秀〜神に愛されなかった男〜
- 夜桜お染
- 幻十郎必殺剣
- 土曜ワイド劇場「ドクター彦次郎2」（2016年、テレビ朝日） - 野口伸介 役
- 刑事ゼロ（2019年） - 大津英敏 役
- 遺留捜査 第6シリーズ（2021年） - 富樫雄大 役
- いりびと-異邦人-（2021年、WOWOW）- 瀬島正臣 役
- あなたのブツが、ここに（2022年） - 山口達男 役
- 霊験お初〜震える岩〜（2024年5月4日、テレビ朝日）[2]
- バニラな毎日（2025年）- 岩下純平 役

### 舞台

#### 1994年
- アカプルコの薔薇（リリパットアーミーII）作、演出 わかぎゑふ

#### 1995年
- ピンク・ピッグ・ブルース（リリパットアーミーII）作、演出 わかぎゑふ
- こどもの一生（リリパットアーミーII）作 中島らも、演出 わかぎゑふ

#### 1996年
- 劇団M.O.P.「青猫物語」
- 天外綺譚 -セイントイーブル-（リリパットアーミーII）作 中島らも、演出 わかぎゑふ
- 扇町コントジャンボリー「クラウスの後始末」
- ボルドーの雫（リリパットアーミーII）作、演出 わかぎゑふ

#### 1997年
- 秘天閣（リリパットアーミーII）作 中島らも、演出 わかぎゑふ
- 白いメリーさん〜人体模型の夜（リリパットアーミーII）原作 中島らも、脚本 山内圭哉、演出 わかぎゑふ

#### 1998年
- 劇団M.O.P.「遠州の葬儀屋」作 土田英生、演出 マキノノゾミ
- ベイビーさん（リリパットアーミーII）作 中島らも、演出 わかぎゑふ
- 朝日新聞創刊120周年記念演劇公演「オッペケペー」
- 一郎ちゃんが行く。作 わかぎゑふ、演出 G2

#### 1999年
- MOTHERLESS CHILDREN「リバウンド」

#### 2001年
- G2プロデュース「天才脚本家」作：後藤ひろひと、演出：G2

#### 2003年
- G2プロデュース「止まれない12人」作：後藤ひろひと、演出：G2
- PM／飛ぶ教室「春」「恥」「嘘」

#### 2006年
- 夢のひと（メイシアタープロデュース近松劇場Vol.20/脚本:わかぎゑふ、演出:マキノノゾミ）
- 夜の姉妹（リリパットアーミーII）
- 天国を見た男（沢田研二主演/脚本・演出:マキノノゾミ）
- 天下御免の馬侍（リリパットアーミーII）

#### 2007年
- おたのしみ（ラックシステム）
- 大阪芝居〜街編〜（リリパットアーミーII）
- 夜の姉妹劇場編（リリパットアーミーII） - ローザ・デルパーニ 役
- 蝉しぐれ（片岡愛之助主演、松竹座）
- お見合〜セカンドラブノ花ガ咲ク〜（ラックシステム）

#### 2008年
- 大阪芝居〜ウェディング編〜（リリパットアーミーII）
- 枡毅・渡辺いっけい主演『夢のひと〜供ニ笑ヒ供ニ生キ〜』
- 沢田研二主演『音楽劇“ぼんち”』
- 時の男〜higauta（リリパットアーミーII）

#### 2009年
- 沢田研二主演 音楽劇『探偵（哀しきチェイサー）』
- ラックシステム15周年記念公演第二弾 『お祝い』
- 新歌舞伎座主催 赤井英和主演『わが町』

#### 2010年
- ラックシステム15周年記念公演第三弾 『お代り』
- リリパットアーミーII 25周年記念公演第一弾 『罪と、罪なき罪』 - 日下正太郎 役
- 劇団M.O.P最終公演 『さらば八月のうた』
- あさの@しょーいち堂プレゼンツ 『どくろ3 パンドラの匣』
- 片岡愛之助主演 『花の武将 前田慶次』
- わかぎゑふ 新神戸オリエンタル劇場芸術監督就任記念 『ジョアンナ』
- リリパットアーミーII 25周年記念公演第二弾 『kisses』

#### 2011年
- 太陽族+AI・HALL共同制作プロデュース公演『大阪マクベス』
- 沢田研二主演 音楽劇『探偵（哀しきチェイサー）』
- 天童よしみ特別公演 夫婦善哉外伝『雨宿り恋歌』
- リリパットアーミーII アトリエ公演『国語の時間』

#### 2012年
- ラックシステム 新春公演『体育の時間』
- 音楽劇「お嬢さんお手上げだ」作・演出：マキノノゾミ
- 玉造小劇店配給芝居 vol.10 リリパットアーミーII「傀儡女〜時の男最終章」作・演出：わかぎゑふ
- 万博設計　創業記念公演 01「見参！リバーサイド犬」作・演出：橋本匡

#### 2013年
- 音楽劇「探偵〜哀しきチェイサー2」雨だれの挽歌 作・演出＝マキノノゾミ
- 太陽族「血は立ったまま眠っている」作：寺山修司 演出：岩崎正裕

#### 2014年
- 南座ミステリー劇場「疑惑」作：松本清張 演出：河毛俊作

#### 2015年
- 沢田研二主演 音楽劇「お嬢さん お手上げだ・明治編」

#### 2016年
- 悪名 The Badboys Return!（2016年） - 清次 役[3]

### 映画
- リング
- おっぱいバレー
- 交渉人真下正義

### CM
- NEXCO西日本「サマーキャンペーン」
- 京阪電鉄「おけいはん」
- NTT DENPO
- ヘルシア緑茶

### ラジオドラマ
- FMシアター（NHK-FM）
  - 時のおくりもの（2001年11月10日）
  - がらんどう綺譚（2005年2月12日） - 沢村 役
  - あの人の声が聞こえた（2008年11月8日） - 須藤 役
  - ハードボイルド・ボギー（2014年1月11日） - マサキ / 店員 役
  - 『ともに帰らん』（2016年8月6日）[4] - 検事 役
  - 父が還る日（2017年2月4日）
  - お父ちゃんといっしょ（2021年7月31日）
  - あすかのレトロな冒険（2024年7月6日）
- 青春アドベンチャー（NHK-FM）
  - インテリア・ライフ　第5話「カーテン禁止法」（2003年12月5日）
  - UFOはもう来ない（2017年3月13日 - 24日） - 大迫 役
  - 時砂の王（2018年3月12日 - 23日）
  - 高天原探題（2019年3月11日 - 22日）
  - 阪堺電車177号の追憶（2020年4月6日 - 17日）

### ゲーム
- サムライスピリッツ新章 〜剣客異聞録 甦りし蒼紅の刃〜（1999年、十六薙夜血役）

## 関連人物
- リリパットアーミーII
- わかぎゑふ
- 朝深大介
- コング桑田
- 生田朗子
- 千田訓子
- 上田 宏
- 谷川未佳
- 祖父江伸如
- 福井千夏
- 沢田研二
- マキノノゾミ